# Nagelče
Nagelče (nemško Nageltschach) je naselje v Občini Škocjan v Podjuni v Okraju Velikovec na Koroškem v Avstriji.